# Lacombe (Kanada)
Lacombe – miasto w Kanadzie, w prowincji Alberta.